# Groupe d'astronautes 16

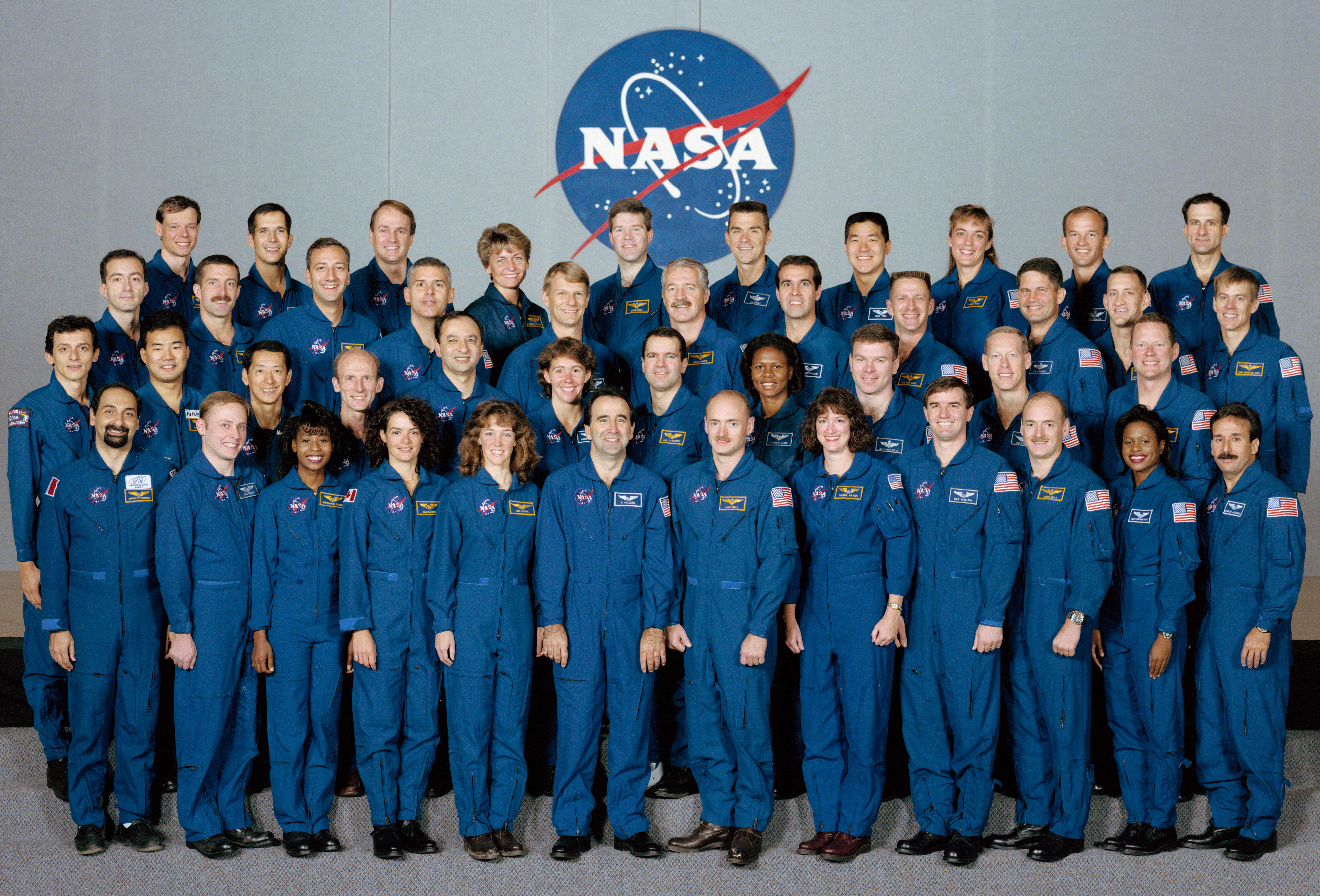
Photo du groupe d'astronautes.

Le Groupe d'astronautes 16 a été annoncé par la NASA le 1er mai 1996. Il a été surnommé "The Sardines" à cause du grand nombre d'astronautes sélectionnés, impliquant de façon humoristique que leurs séances d'entraînement risquaient d'être aussi serrées que des sardines en boîte. Les 44 candidats composent la plus nombreuse classe d'astronautes de la NASA. Le nombre important est lié à l'anticipation de nombreuses missions vers l'ISS, ainsi que des besoins d'équipages de la navette spatiale.

## Pilotes
- Duane G. Carey (1 vol)[1]

STS-109 Columbia
- Stephen Frick (2 vols)[2]

STS-110 Atlantis
STS-122 Atlantis
- Charles O. Hobaugh (3 vols)[3]

STS-104 Atlantis
STS-118 Endeavour
STS-129 Atlantis
- James M. Kelly (2 vols)[4]

STS-102 Discovery
STS-114 Discovery
- Mark E. Kelly (4 vols)[5]

Pilot, STS-108 Endeavour
Pilot, STS-121 Discovery
Commander, STS-124 Discovery
Commander, STS-134 Endeavour
- Scott J. Kelly (3 vols)[6]

Pilot, STS-103 Discovery (mission vers le Hubble Space Telescope)
Commander, STS-118 Endeavour
Expédition 25/Expédition 26
Soyouz TMA-01M
Expédition 43/Expédition 44/Expédition 45/Expédition 46
Soyouz TMA-16M/Soyouz TMA-18M
- Paul Lockhart (2 vols)[7]

STS-111 Endeavour
STS-113 Endeavour
- Christopher Loria (aucune mission)[8]
- William C. McCool (1 vol; mort dans l'accident de la Navette Columbia[9]

STS-107 Columbia
- Mark L. Polansky (3 vols)[10]

STS-98 Atlantis
STS-116 Discovery
STS-127 Endeavour

## Spécialistes de mission
- David M. Brown (1 vol; mort dans l'accident de la Navette spatiale Columbia)[11]

STS-107 Columbia
- Daniel C. Burbank (2 vols)[12]

STS-106 Atlantis
STS-115 Atlantis
- Yvonne D. Cagle (aucun vol)[13]
- Fernando "Frank" Caldeiro (aucun vol)[14]
- Charles J. Camarda (1 vol)[15]

STS-114 Discovery
- Laurel B. Clark (1 vol; mort dans l'accident de la navette Columbia)[16]

STS-107 Columbia
- E. Michael Fincke (3 vols)[17]

Soyouz TMA-4
ISS Expédition 9
Soyouz TMA-13
Expédition 18
Mission Specialist, STS-134 Endeavour
- Patrick G. Forrester (3 vols)[18]

STS-105 Discovery
STS-117 Atlantis
STS-128 Discovery
- John B. Herrington (1 vol)[19]

STS-113 Endeavour
- Joan E. Higginbotham (retraité) (1 vol)[20]

STS-116 Discovery
- Sandra H. Magnus (2 vols)[21]

STS-112 Atlantis
STS-126 Endeavour
ISS Expédition 18
STS-135 Atlantis
- Michael J. Massimino (2 vols)[23]

STS-109 Columbia
STS-125
- Richard A. Mastracchio (4 vols)[24]

STS-106 Atlantis
STS-118 Endeavour
STS-131 Discovery
Soyouz TMA-11M-Expédition 38 et 39 de l'ISS
- Lee M. E. Morin (1 vol)[25]

STS-110 Atlantis
- Lisa M. Nowak (1 vol)[26]

STS-121 Discovery
- Donald R. Pettit (3 vols)[27]

STS-113 Endeavour
ISS Expédition 6
Soyouz TMA-1
STS-126 Endeavour
Soyouz TMA-03M-Expédition 30 et 31
- John L. Phillips (3 vols)[28]

STS-100 Endeavour
ISS Expédition 11
Soyouz TMA-6
STS-119 Discovery
- Paul W. Richards (1 vol)[29]

STS-102 Discovery
- Piers J. Sellers (3 vols)[30]

STS-112 Atlantis
STS-121 Discovery
STS-132 Atlantis
- Heidemarie Stefanyshyn-Piper (2 vols)[31]

STS-115 Atlantis
STS-126 Endeavour
- Daniel M. Tani (2 vols)[32]

STS-108 Endeavour
STS-120 Discovery
ISS Expédition 16
STS-122 Atlantis
- Rex J. Walheim (2 vols)[33]

STS-110 Atlantis
STS-122 Atlantis
STS-135 Atlantis
- Peggy A. Whitson (3 vols)[34]

STS-111 Endeavour-ISS Expédition 5, STS-113 Endeavour
Soyouz TMA-11-ISS Expédition 16
Soyouz MS-03- Expédition 50, 51 et 52
- Jeffrey N. Williams (4 vols)[35]

STS-101 Atlantis
Soyouz TMA-8-ISS Expédition 13
Soyouz TMA-16-Expédition 21 et 22
Soyouz TMA-20M-Expédition 47 et 48
- Stephanie D. Wilson (2 vols)[36]

STS-121 Discovery
STS-120 Discovery
STS-131 Discovery

## Spécialistes de mission internationaux
- Pedro Duque (Espagne; 2 vols)[37],[38]

STS-95 Discovery,
Soyouz TMA-3,
Soyouz TMA-2,
- A. Christer Fuglesang (Suède; 2 vols)[39],[40]

STS-116 Discovery,
STS-128 Discovery
- Umberto Guidoni (Italie; 2 vols)[41],[42]

STS-75 Columbia,
STS-100 Endeavour,
- Steven G. MacLean (Canada; 2 vols)[43],[44]

STS-52 Columbia,
STS-115 Atlantis,
- Mamoru Mohri (Japon; 2 vols)[45]

STS-47 Endeavour
STS-99 Endeavour
- Soichi Noguchi (Japon; 1 vol)[46]

STS-114 Discovery
- Julie Payette (Canada; 2 vols)[47],[48]

STS-96 Discovery,
STS-127 Endeavour
- Philippe Perrin (France; 1 vol)[49],[50]

STS-111 Endeavour,
- Gerhard Thiele (Allemagne; 1 vol)[51],[52]

STS-99 Endeavour,